# Johannes von Tepl

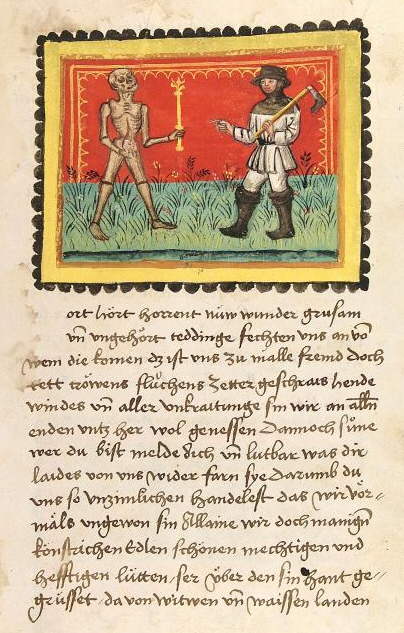
Una pagina del manoscritto Der Ackermann aus Böhmen, c. 1470

Johannes von Tepl, noto anche come Johannes von Saaz; in ceco Jan Žateckẏ (1350 – Praga, 1415), è stato uno scrittore ceco.

## Biografia
Non si sa molto di lui; gli storici presumono che probabilmente studiò presso l'università di Praga, Bologna e Padova. Nel 1383 divenne avvocato a Žatec (Saaz) e nel 1386 fu rettore della scuola latina della città. Visse a Praga dal 1411. Trascorse quasi tutta la sua vita nel Regno di Boemia, durante il regno dei re Carlo e Venceslao.
Johannes von Tepl è più conosciuto per la sua poesia umanistica Der Ackermann aus Böhmen, talvolta chiamata anche Der Ackermann und der Tod, scritta intorno al 1401 e stampata per la prima volta nel 1460. Il manoscritto racconta la morte della sua prima moglie, Margaretha, avvenuta il 1º agosto del 1400, usando il dialetto.